# 犬山市民文化会館
犬山市民文化会館（いぬやましみんぶんかかいかん）は、愛知県犬山市羽黒にある文化施設である。当館の北には、犬山市南部公民館が隣接している。

## 施設概要

### 市民文化会館
- 大ホール[1]
  - 客席：1,220席
  - 舞台（間口：19m、奥行：14m、高さ：8m）
  - 母子室

- 楽屋[1]
  - 楽屋1（6名、12.5m²）
  - 楽屋2（6名、11.3m²）
  - 楽屋3（9名、31.9m²）
  - 楽屋4（9名、31.9m²）

- リハーサル室 （55.2m²）

- 練習室[1]
  - 練習室1（24名、60.5m²）
  - 練習室2（20名、44.4m²）
  - 練習室3（16名、53.7m²）

- 浴室[1]
  - 浴室1（2.7m²）
  - 浴室2（3m²）

- 楽屋ロビー（8名、12.5m²）[1]

### 南部公民館
- 講堂[1]
  - 客席：362席
  - 舞台（間口：10m、奥行：7.5m、高さ：6.5m）

- 展示室[1]
  - 展示室1（113.98m²）
  - 展示室2（67.58m²）
  - 展示室3（76.53m²）

- 会議室[1]
  - 会議室1（20名、77.67m²）
  - 会議室2（14名、49.38m²）
  - 会議室3（12名、42.50m²）
  - 会議室4（42.39m²）

- 講義室（36名、61.20m²）[1]

- 和室1・2（18畳）[1]

- 料理実習室（調理台7台、83.64m²）[1]

## 利用案内

### 開館時間
- 9:00〜21:30[1]

### 休館日
- 月曜日（祝休日を除く）[2]
- 年末年始（12月28日〜翌年1月3日）[2]

## 交通アクセス

### 公共交通機関
- 名鉄小牧線「羽黒駅」下車、徒歩で約7分[3]。
- 犬山駅西口から犬山市コミュニティバス・さくら総合病院行きで約20分。
- 犬山駅東口から犬山市コミュニティバス・つつじヶ丘団地行きで約20分。

### 自動車
- 東名高速道路・名神高速道路「小牧IC」より国道41号（名濃バイパス）北上約20分[3]。
- 中央自動車道「小牧東IC」より約10分。[3]。